# 징검다리 (드라마)
《징검다리》는 한국방송공사 드라마다.

## 기획의도
한 노인과 세들어 사는 사람들의 가정, 사회 문제를 다룬 드라마

## 제작진
- 극본 : 이희우
- 연출 : 김수동

## 출연진
- 김순철
- 김현주
- 서인석 : 조민구 역
- 양미경 : 서유라 역
- 이신재
- 이영후